# 245 f.Kr.

## Händelser

### Efter plats

#### Egypten
- Babylon och Susa kapitulerar för Ptolemaios III:s egyptiska arméer.
- Efter en långvarig förlovning gifter sig Ptolemaios III med kung Magas av Kyrenes dotter Berenike II, varigenom Egypten och Kyrenaika återförenas.

#### Grekland
- Efter att hans brorson Alexander av Korinth har dött ger Antigonos II Nicaea, Alexanders änka, som hustru till sin son Demetrios. Genom denna handling återfår Antigonos II Korinth, som har varit självständigt under Alexanders styre.
- Aratos av Sikyon väljs till general (strategos) i det akaiska förbundet.

## Födda
- Arsinoe III, drottning av Egypten från 220 f.Kr., dotter till Ptolemaios III och Berenike II (död 204 f.Kr.)